# Karlsbad, Karlsruhe
Karlsbad (Baden) là một thị trấn ở huyện Karlsruhe, bang Baden-Württemberg, Đức. Đô thị này có diện tích 38,01 km², dân số thời điểm 31 tháng 12 năm 2006 là 16.118 người.